# كاثرين روبرتس (مغنية)
كاثرين روبرتس (بالإنجليزية: Kathryn Roberts)‏ هي مغنية بريطانية، ولدت في 26 نوفمبر 1974.

## وصلات خارجية
- كاثرين روبرتس على موقع ميوزك برينز (الإنجليزية)
- كاثرين روبرتس على موقع ديسكوغز (الإنجليزية)